# Marat, Puy-de-Dôme
Marat, Puy-de-Dôme là một xã ở tỉnh Puy-de-Dôme trong vùng Auvergne-Rhône-Alpes miền trung nước Pháp.